# Winston-Salem Open 2021
Il Winston-Salem Open 2021, in precedenza conosciuto come Pilot Pen Tennis, è stata la 40ª edizione del torneo di tennis giocato sul cemento che fa parte della categoria ATP Tour 250 nell'ambito dell'ATP Tour 2021. Il torneo si è giocato alla Wake Forest University di Winston-Salem, nella Carolina del Nord, dal 22 al 28 agosto 2021. È stato l'ultimo torneo prima degli US Open 2021.

## Partecipanti

### Teste di serie
| Nazionalità | Giocatore            | Ranking* | Testa di serie |
| ----------- | -------------------- | -------- | -------------- |
| Spagna      | Pablo Carreño Busta  | 12       | 1              |
| Belgio      | David Goffin         | 19       | 2              |
| Regno Unito | Daniel Evans         | 28       | 3              |
| Ungheria    | Márton Fucsovics     | 37       | 4              |
| Kazakistan  | Aleksandr Bublik     | 38       | 5              |
| Croazia     | Marin Čilić          | 39       | 6              |
| Georgia     | Nikoloz Basilašvili  | 40       | 7              |
| Australia   | John Millman         | 44       | 8              |
| Germania    | Jan-Lennard Struff   | 47       | 9              |
| Argentina   | Federico Delbonis    | 48       | 10             |
| Spagna      | Albert Ramos Viñolas | 49       | 11             |
| Francia     | Benoît Paire         | 50       | 12             |
| Stati Uniti | Frances Tiafoe       | 51       | 13             |
| Francia     | Richard Gasquet      | 53       | 14             |
| Spagna      | Carlos Alcaraz       | 55       | 15             |
| Germania    | Dominik Koepfer      | 59       | 16             |

* Ranking al 16 agosto 2021.

### Altri partecipanti
I seguenti giocatori hanno ricevuto una wild card per il tabellone principale:
- Pablo Carreño Busta
- David Goffin
- Dan Evans
- Andy Murray

I seguenti giocatori sono entrati in tabellone con il ranking protetto:
- Gilles Simon

I seguenti giocatori sono passati dalle qualificazioni:

- Alexei Popyrin
- Denis Kudla
- Wu Tung-lin
- Lucas Pouille

### Ritiri
Prima del torneo
- Kevin Anderson → sostituito da  Arthur Rinderknech
- Pablo Andújar → sostituito da  Marco Cecchinato
- Aljaž Bedene → sostituito da  Tennys Sandgren
- Laslo Đere → sostituito da  Mikael Ymer
- Lloyd Harris → sostituito da  Norbert Gombos
- Adrian Mannarino → sostituito da  Thiago Monteiro
- Yoshihito Nishioka → sostituito da  Facundo Bagnis
- Miomir Kecmanović → sostituito da  Radu Albot
- Tommy Paul → sostituito da  Andreas Seppi
- Lorenzo Sonego → sostituito da  Noah Rubin

## Partecipanti al doppio

### Teste di serie
| Nazione   | Giocatore      | Nazione   | Giovatore       | Ranking* | Testa di serie |
| --------- | -------------- | --------- | --------------- | -------- | -------------- |
| Polonia   | Łukasz Kubot   | Brasile   | Marcelo Melo    | 37       | 1              |
| Francia   | Nicolas Mahut  | Francia   | Fabrice Martin  | 40       | 2              |
| Sudafrica | Raven Klaasen  | Giappone  | Ben McLachlan   | 52       | 3              |
| Italia    | Simone Bolelli | Argentina | Máximo González | 60       | 4              |

* Ranking aggiornato al 16 agosto 2021.

### Altri partecipanti
Le seguenti coppie hanno ricevuto una wildcard per il tabellone principale:
- Siddanth Banthia /  Matthew Thomson
- Nicholas Monroe /  Jackson Withrow

### Ritiri
Prima del torneo
- Ivan Dodig /  Jamie Murray → sostituito da  Ivan Dodig /  Austin Krajicek
- Marcel Granollers /  Horacio Zeballos → sostituiti da  Oliver Marach /  Philipp Oswald
- Wesley Koolhof /  Jean-Julien Rojer → sostituiti da  Ariel Behar /  Gonzalo Escobar
- Kevin Krawietz /  Horia Tecău → sostituiti da  Tomislav Brkić /  Nikola Ćaćić
- John Peers /  Filip Polášek → sostituiti da  Marcus Daniell /  Marcelo Demoliner
- Tim Pütz /  Michael Venus → sostituiti da  Luke Saville /  John-Patrick Smith
- Rajeev Ram /  Joe Salisbury → sostituiti da  Marcelo Arévalo /  Matwé Middelkoop

## Campioni

### Singolare
Il'ja Ivaška ha sconfitto in finale  Mikael Ymer con il punteggio di 6–0, 6–2.
- È il primo titolo in carriera per Ivaška.

### Doppio
Marcelo Arévalo /  Matwé Middelkoop hanno sconfitto in finale  Ivan Dodig /  Austin Krajicek con il punteggio di 6(3)–7, 7–5, [10–6].